# Gillis (Luisiana)
Gillis es un lugar designado por el censo ubicado en la parroquia de Calcasieu en el estado estadounidense de Luisiana. En el Censo de 2010 tenía una población de 657 habitantes y una densidad poblacional de 152,54 personas por km².

## Geografía
Gillis se encuentra ubicado en las coordenadas 30°22′37″N 93°11′59″O / 30.37694, -93.19972. Según la Oficina del Censo de los Estados Unidos, Gillis tiene una superficie total de 4.31 km², de la cual 4.31 km² corresponden a tierra firme y (0%) 0 km² es agua.

## Demografía
Según el censo de 2010, había 657 personas residiendo en Gillis. La densidad de población era de 152,54 hab./km². De los 657 habitantes, Gillis estaba compuesto por el 86.91% blancos, el 9.44% eran afroamericanos, el 0.91% eran amerindios, el 0.61% eran asiáticos, el 0% eran isleños del Pacífico, el 0.61% eran de otras razas y el 1.52% pertenecían a dos o más razas. Del total de la población el 2.59% eran hispanos o latinos de cualquier raza.